# 취화선
취화선(醉畵仙)은 2002년에 개봉한 대한민국의 영화이다. 시대극이자 사극 혹은 드라마로 분류된다. 조선 시대의 화가인 장승업을 주제로 하였다.

## 줄거리
이 이야기는 자신의 작품을 높이 평가하는 일본인 미술 애호가를 의심하는 한국인 예술가로부터 시작된다. 그 후 이야기는 그의 초기 시절로 거슬러 올라간다. 그림에 재능 있는 방랑자로 시작하여 다른 사람의 예술을 모방하는 재능을 가지고 있지만, 자신만의 스타일을 개발하도록 촉구받는다. 이 과정은 고통스럽고, 그는 종종 술에 취하고 자신을 보살피고 도우려는 사람들에게 적대적으로 행동하며 매우 나쁘게 행동한다.
이러한 사건들은 중국과 일본 사이에 갇힌 한국 내부의 개혁 투쟁을 배경으로 한다(영화의 시간대 밖인 1910년 일본에 병합됨).

## 캐스팅
- 최민식 : 장승업 역
- 유호정 : 매향 역
- 안성기 : 김병문 역
- 김여진 : 진홍 역
- 손예진 : 소운 역
- 한명구 : 이응헌 역
- 정태우 : 장승업 (10대 시절) 역
- 최종성 : 장승업 (어린 시절) 역
- 박철민 : 그림소장자 집 집사 역
- 김홍준 : 고관 역
- 김응수 : 조병갑 역
- 권오현 : 소운 신랑 역
- 기정수 : 유숙 역
- 황춘하 : 판쇠 역
- 안병경 : 팽만관 역
- 이금주 : 김병문 부인 역
- 이정헌 : 송헌 역
- 민경진 : 장황사 주인 역
- 권태원 : 중개상 역
- 홍경연 : 과천댁 역
- 장남열 : 장황사 1 역
- 박길수 : 고씨 역
- 이윤건 : 변원규 역
- 임진택 : 중인 1 역
- 박재형 : 중인 2 역
- 하덕성 : 중인 3 역
- 이성호 : 김참판 역
- 이석구 : 가마터 주인 역
- 유일문 : 지전 주인 역
- 김민수 : 안중식 역
- 문경희 : 지방 기생 역
- 박지일 : 곽성민 역
- 윤진서 : 기생 역
- 임금택 : 코마코 상임감사 역 (특별출연)
- 김재찬 : 치과의사 역 (특별출연)
- 홍승기 : 변호사 역 (특별출연)
- 배장수 : 경향신문 문화부 기자 역 (특별출연)
- 허문영 (특별출연)

## 수상
- 칸 영화제 최우수 감독상